# Жупан (одежда)

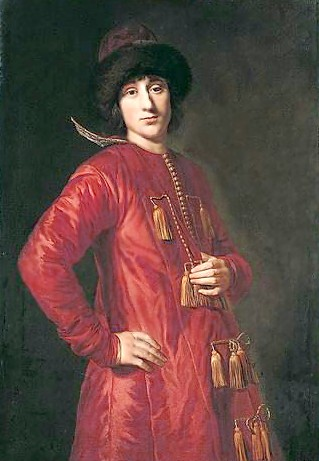
Польский королевич Александр Собеский в жупане, Ян Купецкий, 1690-е гг.

Жупа́н (рус. , укр. , бел. и болг. , пол. żupan, чеш. и словац. župan) — верхняя одежда типа кафтана, характерная для ряда народов Восточной Европы. 
В различных местах (краях, странах) под данным словом обозначались разные предметы одежды:
- у поляков и белорусов — старинный дворянский (шляхетский) костюм, род сюртука, часто носимый под контушом;
- на территории Украины — тёплая верхняя одежда, род охабня;
- в Рязанской и Смоленской областях так называют простой крестьянский кафтан; короткий кафтан, полукафтанье (Ярославская область);
- в Вологодской области употребляется для обозначения так наз. тяжёлка, худого рабочего кафтана или зипуна, сермяги. Также шуба, тулуп.

## Этимология
В русский язык слово «жупан» заимствовано из польского языка посредством украинского и белорусского языков. Впервые отмечается в форме «жупланъ» в Софийской летописи, в современной форме — начиная с XVI века. Согласно лингвисту Эриху Бернекеру, слово «жупан» происходит от итал. giuppone, giubbone (с итал. — «мужской кафтан из грубой ткани, крестьянский кафтан, фуфайка») — увеличительному к англ. giubba, giuppa (см. фр. jupe), восходящему к араб. جبة‎ (от него также восходят рус. шуба, рус. юбка).

## Описание

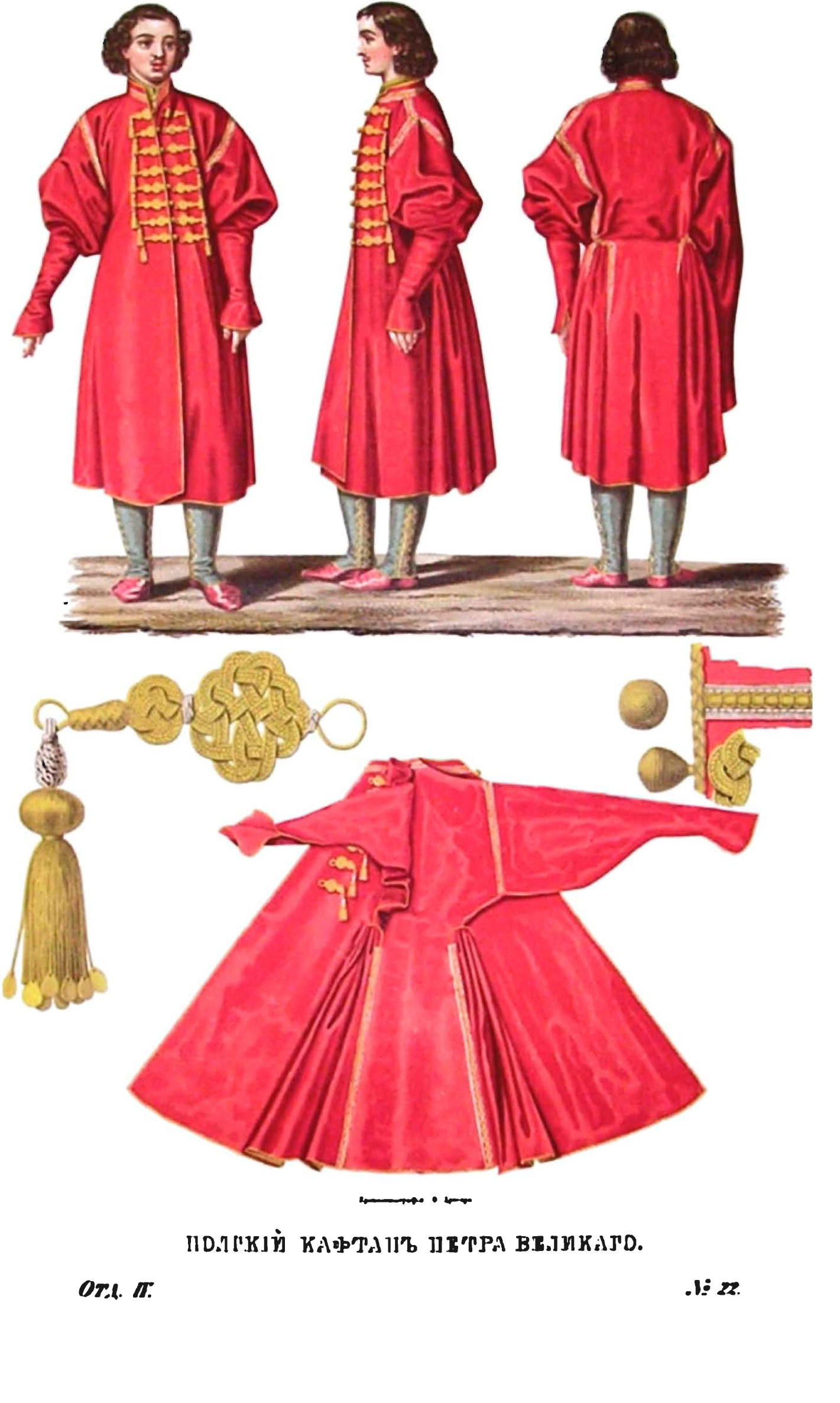
Польский кафтан (жупан) Петра I, зарисовка Фёдора Солнцева (IV том «Древностей Российского государства»)

Жупан был одним из непременных элементов костюма польской шляхты. В XVII веке шляхетские жупаны изготавливались из сукна различного происхождения и качества (также жупаны шились из шёлка, хлопчатобумажных и льняных тканей, очень состоятельные могли позволить себе жупаны из узорных тканей, в документах упоминаются и кожаные жупаны). Были и стёганые жупаны с наполнителем из хлопка или шерсти. Подбивались жупаны различными тканями — от шёлка до цветного льна. Наиболее популярными расцветками жупанов были красная (всех оттенков), синяя, зелёная, белая и светло-серая; в начале XVII века изредка встречались и чёрные жупаны, мода на них была кратковременной и быстро прошла. Впрочем, чёрные жупаны носились и в качестве траурной одежды. В начале-середине XVII века длина жупанов различалась: по́лы могли доходить как до колен, так и до щиколоток. Жупан кроился с цельной спинкой с явно выраженной талией и книзу расширявшимися по́лами (таким образом приобретавшим трапециевидную форму); если ширина ткани не позволяла это сделать, то в бока вшивались клинья, а на по́лах дотачивались углы. Жупан застёгивался посередине груди или с левым запа́хом на ряд пуговиц (витых из шнура или металлических) и петель. Жупаны могли украшаться разговорами-нашивками, как правило, из галуна, намного реже упоминаются аналогичные из витого шнура. Ворот жупанов — стойка, в начале XVII века он был относительно высоким, но к середине он сузился. Рукава жупанов были длинные, относительно широкие в плечах, но к запястью сужались. В начале XVII века (ориентировочно до 1630-х годов) ширина рукавов была маленькой, но к 1640 го́ду рукава стали заметно шире. Обшлаги рукавов (закраваши) также обладали маленьким рядом застёжек, обычно на пять пуговиц или крючков.
В среде запорожских казаков жупан был столь же распространённой верхней одеждой, что и сермяжный кафтан-свита. Казацкий жупан был по покрою во многом схож с польским: был однобортным, с левым (изредка правым) запа́хом и застёжкой на пуговицы и петли, с цельнокроенной спинкой и широкими, расширяющимися книзу по́лами, с широкими у основаниями и сужающимися к запястью рукавами. Длина также могла доходить от колена до щиколоток. В отличие от польских шляхетских жупанов, казацкие были в основной своей массе неяркими: они шились из домотоканого сукна натуральных цветов: белого, серого, коричневого. Упоминаются также и, вероятно, крашеные жупаны зеленоватых и жёлтых оттенков, а также сшитые из хлопковых тканей. Цветные жупаны были доступны лишь состоятельным казакам (в частности, т. н. старшине — привилегированной прослойке казачества), и их берегли. В траур, а также в пост носили чёрные суконные жупаны. Подбивались казацкие жупаны также цветным льном, шёлком или другими тканями. Были также известны и стёганые жупаны.
Поверх жупана надевался контуш, носившийся нараспашку, неподпоясанным. В Польше контуш стал популярным, начиная с 1640-х годов. Среди старшины запорожского казачества, следовавшей польской моде, ношение контуша закрепилось в конце XVII столетия.
В середине-конце XVII века жупан в числе других восточно-европейских элементов одежды попадает и в Московскую Русь. В XIX — начале XX столетия в Смоленщине и Орловщие (в западных уездах) жупан представлял собой кафтан из домотканого сукна, носившийся и мужчинами, и женщинами. По крою жупан был аналогичен кафтану с клиньями, доходил до щиколоток. Женские праздничные жупаны украшались вышивкой и цветными шнурами вдоль клиньев, вшитых между спинкой и по́лами.

## В культуре
Известны пословицы: «Каков пан, таков на нём и жупан.» и «Не жупан пана красит, а пан жупана.», и украинская и польская поговорка: «Как надел жупан, так уже и пан.»